# والنت گروو (میسیسیپی)
والنت گروو (به انگلیسی: Walnut Grove) شهرکی در ایالت میسیسیپی کشور ایالات متحده آمریکا است که جمعیت آن در سرشماری سال ۲۰۱۰ میلادی، ۱٬۹۱۱
نفر بوده‌است.